# 하위 더러
하위 도로우(Howie Dorough, 1973년 8월 22일 - )는 미국의 가수로, 백스트리트 보이즈의 일원이다. 다소 높은 음역대를 소화할 수 있는 멤버로 주로 백스트리트보이즈 곡들의 가장 높은음 하이테너(화음) 역할을 맡아하고 있으며 아주 쾌활한 성격의 소유자로 백스트리트보이즈 내의 분위기 메이커이기도 하다. 과거 한국인 가수 보아(BoA)의 일본공연에 참여해 함께 듀엣곡을 부른 적도 있었다.

## 같이 보기
- 백스트리트 보이스